# DJKJ Music Vib
DJKJ Music Vibは、山陽放送で放送されていたラジオ番組。

## 概要
- RSKラジオの若者層向けの音楽番組としては「Happy*everyday OTO-GAKU」の流れを汲む。
- リスナーのリクエストなどで構成される。
- 2009年4月からDJKJ 音楽の時間ですへリニューアルされた。

## コーナー
- 勝手に岡山・音楽チャート!
- バンド・メイド・ミュージック